# Frivilliga Radioorganisationen
Frivilliga Radioorganisationen (FRO) är en svensk frivillig försvarsorganisation som grundades 1946.
FRO:s syfte är att personalen ska utveckla och bibehålla hög kompetens inom sambands- och informationssystem (IT- och radiokommunikation). Medlemmarnas och samhällets behov ska styra verksamheten.

## Uppdragsgivare
FRO utbildar bland annat signalister, sambandsledare och ledningsystembefäl på uppdrag av flera myndigheter och organisationer, inklusive Försvarsmakten, Myndigheten för samhällsskydd och beredskap, Svenska Kraftnät och Trafikverket. 

## Symbol
Organisationen har ett heraldiskt vapen med följande blasonering: ”I blått fält en kluven blixt av guld med spetsarna riktade mot sköldhuvudets respektive sköldfotens mitt”. FRO:s logotyp innehåller förutom vapnet också bokstäverna FRO, och kan beskådas på organisationens webbplats.

## Tidskrift
FRO:s tidskrift, FRO-nytt, utgavs under åren 1951–2017.